# مجیک آیلند (هاوایی)
مجیک آیلند (به انگلیسی: Magic Island) یک زمین‌چهر و محله در ایالات متحده آمریکا است که در هونولولو واقع شده‌است.